# Мальчик в перьях (телесериал)
«Мальчик в перьях» (англ. Feather Boy) — драматический мини-телесериал, вышедший в 2004 году. Он состоит из 6 серий, каждая из которых длится 30 минут. Сериал является адаптацией новеллы Ники Сингер, которая была издана в 2002 году.
Теглайн: «You can do it. You can fly». Перевод: «Ты можешь это сделать. Ты можешь летать».

## Сюжет
Главный герой фильма — Роберт Нобель (Томас Сангстер) по воле случая становится участником благотворительного проекта — дети посещают несколько раз в неделю дом престарелых, помогают и общаются с пожилыми людьми. Там он беседует с престарелой дамой, которая просит его найти один заброшенный дом, и подняться в комнату на последнем этаже. Там Роберт понимает что его странные сны не случайны.

## В ролях
- Томас Сангстер
- Линдси Колсон
- Шейла Хэнкок
- Дэйзи Хэд
- Рональд Пикап
- Омари Картер
- Аарон Джонсон

## Интересные факты
- Впервые этот мини-сериал был показан в России на телеканале Культура.[1]
- Также существует мюзикл «Мальчик в перьях».[2]
- В русском переводе смысл названий искажён: Feather Boy значит «пернатый мальчик» или даже «мальчик с перьями» (главный герой должен собрать перья волшебной птицы). То же самое с названием Chance House — оно переведено как «случайный дом». Однако оригинальное название подразумевает «дом шанса» или «дом, дающий шанс».